# Darmstädter Gitarrentage

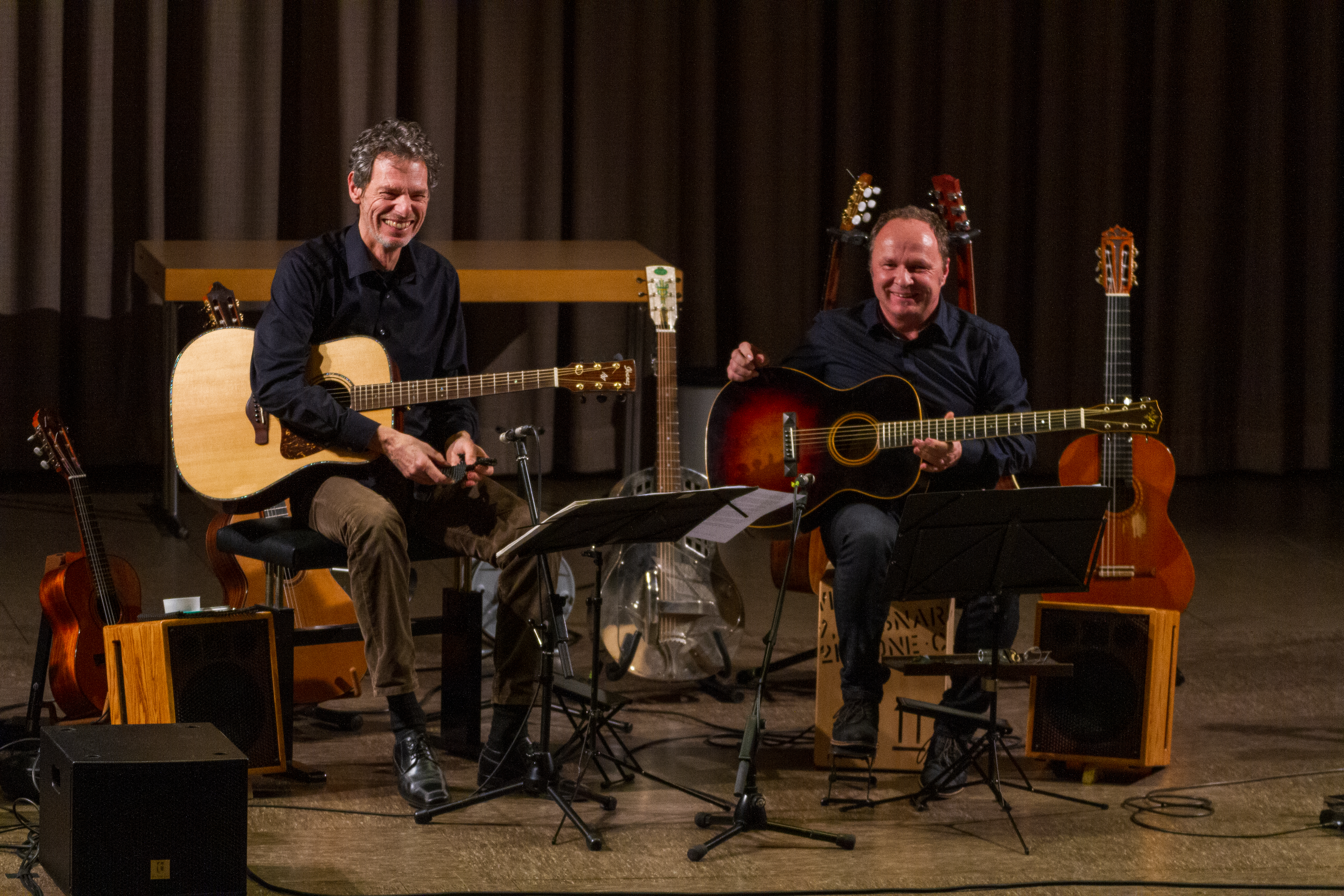
Das Duo Gruber & Maklar auf den 20. Darmstädter Gitarrentagen 2019

Die Darmstädter Gitarrentage sind ein Festival für akustische Gitarrenmusik in Darmstadt. Sie wurden im Jahr 1998 gegründet und finden seitdem – bis auf die Jahre 2001, 2005 und 2020  – jährlich im Dezember statt.

## Geschichte

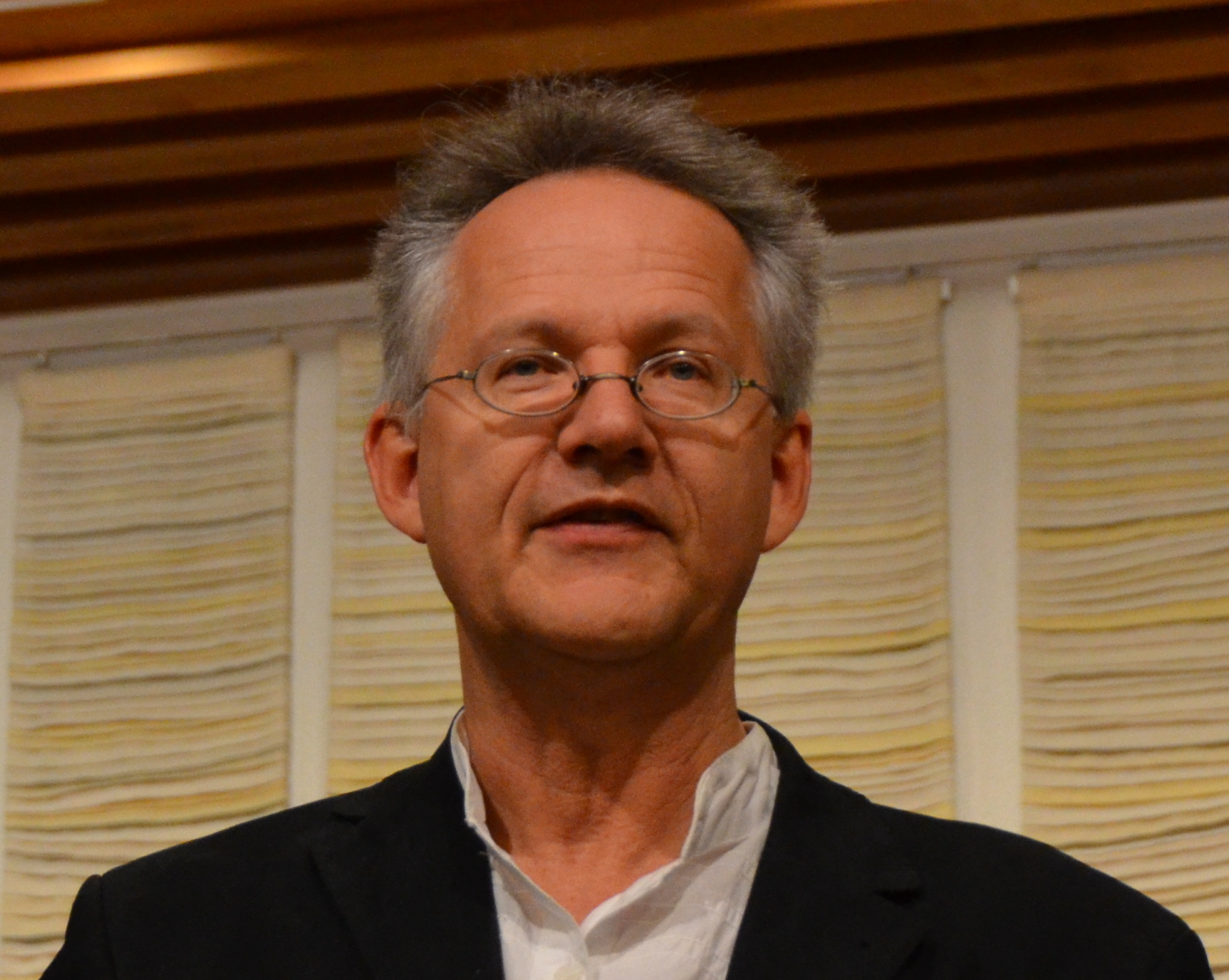
Der Gründer Tilman Hoppstock (2016)

Die Darmstädter Musiktage wurden durch den Konzertgitarristen Tilman Hoppstock gegründet und zunächst durch den Thomasgemeinde Darmstadt e. V. sowie den Prim Musikverlag veranstaltet. Seit 2018 ist der Darmstädter Gitarrentage e. V. der Ausrichter. Das Festival besteht aus mehreren Konzerten sowie Meisterkursen internationaler Gitarristen. Während der 1. Darmstädter Gitarrentage 1998 wurden zunächst drei Konzerte mit den Solisten Thomas Müller-Pering, Piera Dadomo und Giulio Tampalini sowie dem Duo aus Stefan Hladek und Rudi Weinacker veranstaltet. Ab 2002 wurde das Festival um eine Matinée erweitert. Während der 5. Darmstädter Gitarrentage  2003 kam eine Gitarrenausstellung, 2014 ein Fachvortrag hinzu. Zum 20-jährigen Jubiläum 2017 umfassten die 18. Darmstädter Gitarrentage 5 Konzerte, Gitarrenausstellung, Fachvortrag sowie vier Meisterkurse.

## Spielstätten

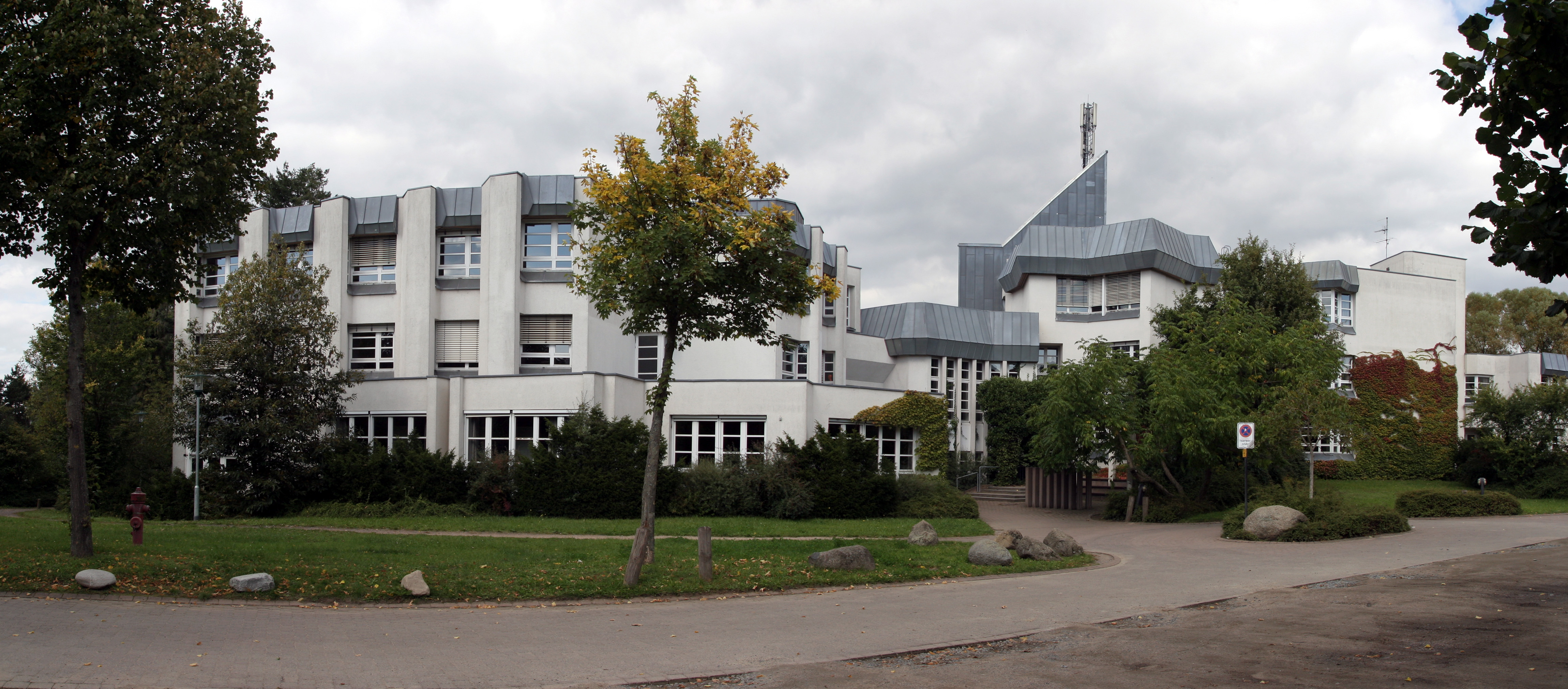
Die Akademie für Tonkunst

Die Gitarrentage wurden zu Beginn in der Martinskirche ausgerichtet. Seit 1999 wurden dann Konzerte in der Thomaskirche veranstaltet. Seit 2003 findet das Eröffnungskonzert  im Justus-Liebig-Haus statt. Als letzter fester Veranstaltungsort kam 2004 die Akademie für Tonkunst hinzu.

## Teilnehmende Gitarristen (Auswahl)
Bedeutende Gitarristen und Ensembles aus aller Welt haben bis jetzt Konzerte und Meisterkurse gegeben:
- Thomas Müller-Pering (Deutschland)
- Piera Dadomo (Italien)
- Giuliano Tampalini (Italien)
- Duo Gruber & Maklar (Deutschland)
- Tilman Hoppstock (Deutschland)
- David Starobin (USA)
- Marco Socias (Spanien)
- Leo Brouwer (Kuba)
- Duo Bögeholz & Mosalini (Argentinien/Chile)
- Simon Dinnigan (England)
- Carlo Marchione (Italien)
- Goran Krivokapic (Montenegro)
- Joscho-Stephan-Quartett (Deutschland)
- Olaf Van Gonnissen (Deutschland)
- Zoran Dukić (Kroatien)
- Los Angeles Guitar Quartet (USA)
- Marcin Dylla (Polen)
- European Guitar Quartet (Europa)
- Paul Galbraith (Schottland)
- Judicaël Perroy (Frankreich)

- Stephen Goss (Großbritannien)

- Wulfin Lieske (Deutschland)

- Jesse Flowers (Australien)

- Aniello Desiderio (Italien)

## Teilnehmende Künstler anderer Gattungen (Auswahl)
Neben Gitarristen nahmen auch Musiker anderer Gattungen teil:
- Yasunori Imamura (Lautenist, Japan)
- Christoph Prégardien (Tenor, Deutschland)
- Hopkinson Smith (Lautenist, USA)
- Andreas Karasiak (Tenor, Deutschland)
- Rainer Zipperling (Cellist und Gambist, Deutschland)
- Björn Lehmann (Pianist, Deutschland)
- Paul O’Dette (Renaissancelautenist, USA)